# Zvi
Zvi (in alfabeto ebraico: צְבִי, traslitterato anche Tzvi) è un nome proprio di persona ebraico maschile.

## Varianti
- Femminili: צְבִיָה (Zvia, Tzvia, Tzivya)[1]

## Origine e diffusione

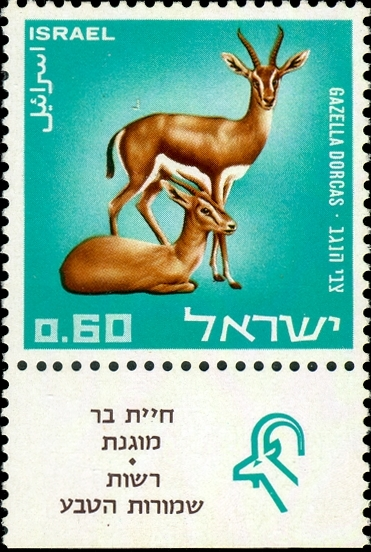
Due esemplari di Gazella dorcas su un francobollo dello stato di Israele

Riprende il vocabolo ebraico che indica il maschio della gazzella (o del capriolo), e ha quindi significato analogo ai nomi Tabita e Dorcas. Nelle comunità yiddish questo nome era spesso sostituito con Hirsh.
La forma femminile è presente nell'Antico Testamento, dove è portato dalla madre del re di Giuda Ioas (2Re12:1, "Sibia" nelle traduzioni italiane del testo).

## Onomastico
Il nome è adespota, cioè non è portato da alcun santo, quindi l'onomastico ricade il 1º novembre, giorno di Ognissanti.

## Persone
- Zvi Aharoni, agente segreto israeliano
- Zvi Galil, informatico e matematico israeliano
- Zvi Hecker, architetto israeliano
- Zvi Kolitz, scrittore lituano
- Zvi Yehuda Kook, rabbino ed educatore russo
- Zvi Rosen, calciatore israeliano
- Zvi Zamir, generale e agente segreto israeliano
- Zvi Zeitlin, violinista e insegnante russo naturalizzato statunitense